# Silvius Varvaroi
Silvius Varvaroi (n. 31 octombrie 1935, Drăgoiești, județul Suceava - d. 21 august 2006 Iași) a fost un contrabasist și profesor de contrabas român. Partizan al exactitudinii interpretative și al respectului scupulos al patiturii, este considerat fondatorul școlii ieșene de contrabas.

Ulei pe pânză, din seria
- "Substituiri din Arta Universală", de Dan Hatmanu, 2007

## Biografie
A studiat la Liceul de Muzică din Iași și la Conservatorul "G. Dima" din Cluj. După absolvire, a ocupat postul de prim contrabasist la Filarmonica "Moldova" din Iași. Începând cu anul 1968 ocupă catedra de contrabas la recent reînființatul Conservator "G. Enescu", precum și la Liceul de Muzică și Arte Plastice "O. Băncilă" din Iași. Între 1974 și 1975 este numit director al acestui liceu, iar între 1976 și 1984 va fi numit decan al Conservatorului "G. Enescu".
Partizan fervent al perfecțiunii tehnice, a dat o deosebită importanță gamelor și arpegiilor, studiilor precum și studiului pasajelor orchestrale pentru instrumentul căruia i s-a dedicat cu abnegație. A pus deosebit accent pe importanța poziției și pozării corecte a mâinii drepte, pe stăpânirea deplină a trăsăturii de arcuș spicatto, precum și pe cunoașterea aprofundată a repertoriului orchestral, mai presus de frivolitatea solistică.

## Contribuție metodologică la dezvoltarea tehnicii contrabasistice
Este autorul următoarelor lucrări:

"Game și arpegii pentru contrabas"

"Metodă de game și arpegii pentru contrabas"

"Metodă pentru contrabas"

"Principii de pozare a mâinii drepte la contrabas. Defecte și remedierea lor"

"Studii de orchestră pentru contrabas"

"Studiul gamelor în terțe".